# Hsunycteris
Hsunycteris és un gènere de ratpenats de la família dels fil·lostòmids.

## Descripció

### Dimensions
El gènere Hsunycteris agrupa ratpenats de petites dimensions, amb una llargada de cap a gropa de 46–57 mm i l'avantbraç de 29–34,7 mm.

### Característiques cranials i dentals
El crani presenta els arcs zigomàtics incomplets i el rostre més curt que el neurocrani. Les cúspides de les dents estan ben desenvolupades, condició bastant primitiva en els ratpenats nectarívors. La primer i la segona premolar superior són allargades.
Es caracteritzen per la següent fórmula dental:

### Aspecte
Les parts dorsals varien del marró-rogenc al marró fosc, mentre que les ventrals són més clares. El musell és estret i allargat, mentre que la llengua és extensible i proveïda de papil·les aspres a l'extremitat. El maxil·lar inferior és lleugerament més llarg que el superior. La fulla nasal és relativament desenvolupada i lanceolada. Les orelles són de mida mitjana i rodones i estan ben separades entre si. En algunes formes, l'avantbraç està cobert de pèls. Les membranes alars són amples i acoblades posteriorment als turmells. L'extremitat de la cua sobresurt per la superfície dorsal de l'ample uropatagi, mentre que el calcani és més curt que el peu.

## Distribució
L'àmbit de distribució del gènere abasta Sud-amèrica.

## Taxonomia
El gènere comprèn quatre espècies, tres de les quals anteriorment es classificaven al gènere Lonchophylla.
- Hsunycteris cadenai
- Hsunycteris dashe[2]
- Hsunycteris pattoni
- Hsunycteris thomasi